# X-Plane (symulator)
X-Plane – zaawansowany symulator lotu będący próbą jak najlepszego odwzorowania fizyki lotu. Program został napisany przez programistów z Laminar Research.
Symulator oferuje kilkadziesiąt maszyn latających, zarówno cywilnych, jak i wojskowych.